# Hartelhaven
De Hartelhaven is een binnenvaarthaven op de Rotterdamse Maasvlakte, aan het eind van het Hartelkanaal. De Hartelhaven is gereed gekomen in 1973. Het belangrijkste bedrijf aan de Hartelhaven is het Europees Massagoed Overslagbedrijf, waar duwbakken geladen worden met ertsen en kolen. Aan het uiterlijke noordoosten van de Hartelhaven staan twee containerkranen van Kramer voor de afhandeling van binnenvaartschepen, daar tegenover, aan de westkant heeft ECT evenveel kranen staan, ook voor de binnenvaart.